# Kościół Miłosierdzia Bożego w Krapkowicach
Kościół Miłosierdzia Bożego – rzymskokatolicka świątynia położona na terenie parafii pw. św. Mikołaja w Krapkowicach.

## Historia

### Okres protestancki
Próby wybudowania kościoła protestanckiego w Krapkowicach były podejmowane już w 1744 roku (przed jego wzniesieniem, protestanci spotykali się w krapkowickim zamku).
Ziemię pod budowę świątyni ofiarował w 1780 roku kamerdyner rodu von Redern.  Ponadto przekazał on swoją zastawę stołową na ten cel.
Budowę rozpoczęto na wiosnę 1854 roku (lecz została wstrzymana do roku 1857). Wznowienie prac budowlanych nastąpiło kiedy znaleziono fundusze i 8 listopada 1858 roku, kościół został poświęcony. Jego patronem był św. Paweł.
Świątynia przetrwała I oraz II wojnę światową.
Po zmianie granic, gdy Krapkowice zostały włączone do terytorium Polski, liczba protestantów zmniejszała się i w związku z tym, świątynia stopniowo pustoszała i zaczęła popadać w ruinę. Do 1985 roku była kościołem ewangelickim.

### Okres katolicki
W 1985 kuria diecezjalna w Opolu przejęła teren kościoła. Rozpoczęto remont, który trwał od roku 1987 do lata 2004 roku. 16 października 2004 roku, biskup pomocniczy diecezji opolskiej, Paweł Stobrawa konsekrował świątynię.
W Nadzwyczajnym Jubileuszu Miłosierdzia (od 8 grudnia 2015 roku do 20 listopada 2016 roku) kościół był bramą miłosierdzia.
Uroczystości odpustowe odbywają się co roku w Święto Bożego Miłosierdzia.

## Architektura i wnętrze
Do kościoła prowadzą dwa wejścia.
Ołtarz jest wykonany w stylu neobarokowym W centralnej części ołtarza, w której niegdyś znajdowała się ambona (aktualnie przeniesiona w inną część prezbiterium), znajduje się obraz Jezusa Miłosiernego (jest to dokładna kopia obrazu z kaplicy klasztornej w Łagiewnikach). Na centralnej ścianie, znajdują się dwa malowidła przedstawiające Dobrego Pasterza i objawienie na jeziorze galilejskim.
Na wieży kościoła znajdują się 3 dzwony (jeden z nich jest pęknięty).